# 亞瓜奇縣
2°7′S 79°41′W / 2.117°S 79.683°W
亞瓜奇縣（西班牙語：Cantón Yaguachi），是厄瓜多爾的縣份，位於該國中部，由瓜亞斯省負責管轄，始建於1883年7月21日，面積512平方公里，2001年普查人口總數人口為47,630人，人口密度每平方公里93.03人。